# Erotocrito
Erotocrito (in greco Ἐρωτόκριτος?, Erōtókritos) è un poema cavalleresco scritto da Vikentios Kornaros (anche Vitsentzos/Vicentzos o Vincenzo Cornaro) ai primi del XVII secolo. È formato da 10.012 versi di quindici sillabe in rima.

## Storia
Le sue tematiche sono l'amore, l'onore, l'amicizia e il coraggio. È scritto nella variante cretese della lingua greca moderna. Nello Erotocrito è adoperato un particolare tipo di rima utilizzato nella tradizionale mantinada.
Il diretto modello di quest'opera è il famoso poema cavalleresco francese Paris et Vienne scritto da Pierre de la Cypède, che fu pubblicato nel 1487 ed ebbe ampia diffusione, in quanto fu tradotto in molte lingue europee.
Erotocrito di Kornaros ed Erophile di Georgios Hortatzis
costituiscono gli esempi classici della letteratura rinascimentale greca.
È un'opera famosa tutt'oggi, specialmente grazie alla musica che l'accompagna quando viene recitata pubblicamente. Diversi gruppi di musicisti cretesi hanno aggiunto alcune parti del poema alle loro canzoni.
Erotocrito è stata una fonte di ispirazione per Dionysios Solomos e ha influenzato molti poeti greci come Kostis Palamas, Kostas Krystallis, e Giorgos Seferis.
Il nome "Erotocrito", personaggio protagonista del poema, significa "torturato dall'amore".
Inizialmente, la storia del poema sembra avvenire nell'antica Atene, durante il regno del re Iraklis (personaggio fittizio). Man mano invece che vengono presentati i personaggi, i luoghi e le vicende si intuisce che l'ambientazione è nel Medioevo.
La vicenda ruota attorno all'amore fra Erotocrito e Aretousa, la figlia del re. Erotocrito è invece figlio di Pezostratos, consigliere del re, e la sua appartenenza a una classe sociale inferiore rende impossibile il loro amore.

## Trama
Erotocrito, non avendo la possibilità di manifestare liberamente il suo amore ad Aretousa, travestito per rendersi irriconoscibile, canta delle canzoni d'amore sotto la sua finestra durante la sera, così la principessa si innamora del cantante sconosciuto. Quando Erotocrito è costretto, con il suo amico Polidoros, a uccidere dieci guardie del re, che aveva ordinato di arrestarlo, scappa nella città di Egripos, dove, invano, prova a dimenticare il suo amore. Aretousa, quando vede che il cantante sconosciuto smette di cantare sotto la sua finestra, scopre di amarlo davvero, nonostante i ripetuti consigli della sua balia, Frosini, che le prospettava quanto fosse irragionevole amare uno sconosciuto e per di più di ceto inferiore.
Durante una visita alla casa di Pezostratos, padre di Erotocrito, Aretousa trova i testi delle canzoni e una sua immagine, scoprendo così l'identità del suo ammiratore. Nel tentativo d'intrattenere sua figlia e risollevarle il morale, il re organizza delle gare, a cui partecipano gli aristocratici più in vista. Erotocrito decide di parteciparvi, riuscendo a vincere e a ricevere il premio per la sua vittoria dalle mani della sua amata principessa.
Il giovane decide di chiedere in sposa Aretousa a suo padre, il re Iraklis, chiedendo anche a suo padre, Pezostratos di intervenire in suo aiuto. Iraklis reagisce male, allontana il suo consigliere, esilia Erotocrito ed ordina a sua figlia di sposare il successore al trono di Bisanzio. Aretousa si rifiuta ed Iraklis la rinchiude in una prigione buia ed umida, con la sola compagnia della sua balia, rimanendovi per molto tempo. Dopo molti anni, il re di Vlahias, Vlantistratos, dichiara una guerra ad Atene ed invade la città con il suo esercito, distruggendo parte della città. Erotocrito, dopo avere bevuto una pozione magica che gli avrebbe cambiato l'aspetto, torna nella sua patria, combattendo per difenderla. Il suo intervento causa enormi perdite per i nemici. Durante un combattimento riesce inoltre a salvare la vita dell'ormai anziano re Iraklis ed del suo amico, Polidoros.

## Traduzioni italiane
- Vincenzo Cornaro, Erotocrito, introduzione, traduzione e note di Francesco Maspero, Milano, Bietti, 1975, SBN SBL0593579.
- Vicentzos Kornaros, Erotokritos. Romanzo d'amore e cortesie. Testo, traduzione e note a cura di Cristiano Luciani, Atene, ETPbooks, 2020, ISBN 9786185329303.